# クイルダル
クイルダル（モンゴル語: Quyildar、中国語: 畏答児、? - 1203年）は、13世紀初頭にチンギス・カンに仕えたマングト部族長。『元史』などの漢文史料では畏答児(wèidāér)、『集史』などのペルシア語史料ではQūīrdārقویردارと記される。

## 概要

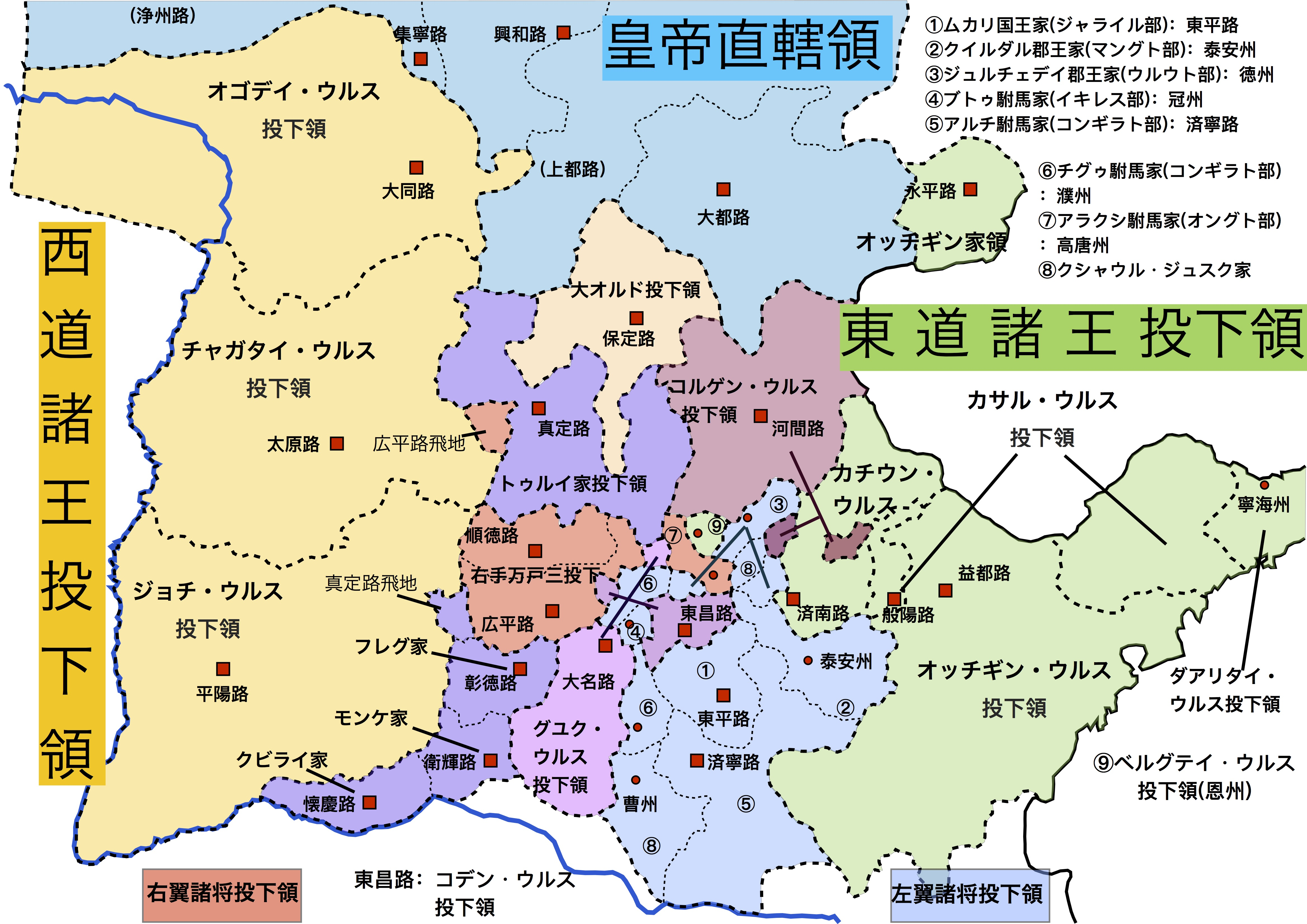
モンゴル時代の華北投下領。中央部②がクイルダル家の領地泰安州

モンゴル部族の族祖伝承ではボドンチャルの子孫にナチン・バートルという人物がおり、ナチン・バートルの子のウルウダイ、マングダイからウルウト氏、マングト氏が分岐したと伝えられている。クイルダルはマングダイの六世の孫であり、テムジン（後のチンギス・カン）が登場する頃には兄のグユクとともにマングト氏族長の一人として知られていた。テムジンとタイチウト氏のジャムカが対立した際に、クイルダルの兄が率いるマングト氏の大多数はジャムカ側につき、クイルダルは兄にテムジン側につくように説得したが果たせなかったため、少数のマングト氏を率いてテムジンに仕えた。
テムジンがクイルダルに対して「汝の兄が去って行ったのに、汝は何故一人ここに留まったのか」と問いかけると、クイルダルは矢を取り出し、これを折って「仕えるべき主に仕えず生を終える人間というのは、この折れた矢のようなものであります」と語った。クイルダルの誠意を知ったテムジンはセチェン（賢人の意）という称号を与え、アンダ（義兄弟）となる約を交わした。このため、これ以後『元朝秘史』や『集史』といった史料の中でクイルダルは「クイルダル・セチェン」と呼称されている。
これ以後、マングト兵を率いるクイルダル・セチェンは親族たるウルウト氏の兵を率いるジュルチェデイとともにテムジン麾下の有力将軍となり、『集史』によるとバルジュナ湖に退却した時のモンゴル軍の半数はマングト・ウルウト兵によって占められており、またクイルダル・セチェンは左翼軍の中でジャライル部の国王ムカリに次ぐ地位にあったという。
『元朝秘史』『元史』『集史』といった諸史料は一致してクイルダル・セチェン最大の功績としてケレイト部のオン・カンとの決戦で先鋒を務めたことを挙げている。オン・カンとの対決に当たってテムジンは当初ウルウト兵を率いるジュルチェデイに先鋒を命じたが、ジュルチェデイが馬の鬣を鞭で撫でるだけで答えないのを見て、クイルダル・セチェンは自らが先鋒を務めると願い出た。さらにクイルダル・セチェンは自身が突撃して眼前の丘にマングト氏族の斑色の纛を打ち立てれば全軍がこれに続くでしょうと語り、万一自身が生還出来なかった場合には孤児となる我が子の世話をすることをテムジンに頼み込んだ。
『元朝秘史』によると先陣として突撃したマングト軍・ウルウト軍は奮戦してケレイト側の先鋒であるジルキン兵を粉砕したが、後陣のトベゲン兵の長であるアチク・シルンが槍でクイルダル・セチェンを突き刺し、やがてモンゴル側が劣勢となった。モンゴル軍は何とか傷ついたクイルダル・セチェンの身を確保して逃れたが、重傷を負ったクイルダル・セチェンはテムジンが営を移す途中で亡くなった。テムジンはクイルダル・セチェンの死を深く惜しみ、ハルハ河流域のオルヌゥ山半崖に手厚く葬った。
クイルダル・セチェンの遺言通りテムジン改めチンギス・カンはクイルダルの遺児モンケ・カルジャを厚遇し、1206年のモンゴル帝国成立時にはクイルダル・セチェン名義の1千人隊とモンケ・カルジャ名義の1千人隊を創設し、オゴデイ・カアンが即位する頃には実質2千人隊を支配する千人隊長として知られた。クイルダルの末裔が支配するマングト部はジャライル部（国王ムカリ家）・コンギラト部（デイ・セチェン家）・イキレス部（ブトゥ・キュレゲン家）・ウルウト部（ジュルチェデイ家）とともに「左手の五投下」を構成し、クビライの即位を助けた功績によって大元ウルス下の有力部族として知られるに至った。

## マングト氏クイルダル家
- グユク（Güyük ＞畏翼/wèiyì）…クイルダルの兄
- クイルダル・セチェン（Quyildar ＞畏答児/wèidāér,قویردار/Qūīrdār）
  - 郡王モンケ・カルジャ（Möngke Qalǰa ＞忙哥/,مونککا قلجا/Mūnkkā Qaljā）
    - ムルカル・カルジャ（Mulqar Qalǰa ＞مولقار قلجا/Mūlqār Qaljā）
      - 郡王ジルワダイ（J̌ilwadai ＞只里瓦䚟/zhǐlǐwǎdǎi）
        - 郡王クトク（Qutoqu ＞忽都忽/hūdōuhū）
        - 郡王ウダイ（Udai ＞兀䚟/wùdǎi）
        - 郡王クリカチ（Quliqači ＞忽里哈赤/hūlǐhāchì）

      - 郡王キタダイ（Qitadai ＞乞答䚟/qǐdádǎi）

  - ジャムカ（J̌amuqa ＞蘸木曷/zhànmùhé）
    - スルカドゥ（Sulqadu ＞瑣魯火都/suŏlŭhuŏdōu）
      - 郡王ボロカン（Boloqan ＞博羅歓/bóluóhuān）
        - 郡王エセン・テムル（Esen temür ＞野先帖木児/yĕxiān tièmùér）
          - 郡王ニマ・センギ（Nima sengi ＞尼摩星吉/nímó xīngjí）